# 류준상 (1942년)
류준상(柳晙相, 1942년 10월 10일 ~ )은 대한민국의 정치인이다. 제11·12·13·14대 국회의원을 지냈다. 본관은 고흥이며, 전라남도 보성군 출신이다.

## 주요 경력
- 1964년: 고려대학교 총학생회장직무대리
- 1974년: 레슬링국가대표전지훈련단 단장
- ㈜해동유조 대표이사
- 1980년: 김대중내란음모사건으로 중앙정보부 연행 취조 조치 처분
- 1981년 ~ 1996년: 제11, 12, 13, 14대 국회의원
- 1988년: 평화민주당 총재특보
- 1996년: 통합민주당 최고위원, 부총재
- 2006년: 한나라당 중앙당 상임고문
- 2006년: 한나라당 서울시당 상임고문
- 2006년: 좋은나라포럼 상임대표
- 2008년: 대한울트라마라톤연맹 명예회장
- 2009년 ~ : 원아시아클럽서울 고문
- 2009년: 고려대학교 초빙교수
- 2009년: 대한인라인롤러연맹 회장
- 2009년 9월: 남도일보 회장
- 2010년: 아시아롤러경기연합 부회장
- 2010년 7월 ~ : 한국정보기술연구원 원장
- 2012년: 인천아시아경기대회조직위원회 자문위원
- 2012년: 대한체육회 생활체육위원
- 2012년 ~ 2017년: 새누리당 상임고문
- 2012년: 대한민국헌정회 고문
- 2013년 ~ : 국제경찰무도연맹 총재
- 2013년: 국제롤러경기연맹 올림픽특별위원회 위원
- 국제롤러경기연맹 집행위원
- 2014년 ~ : K-BoB Security Forum 이사장
- 2015년 ~ : 국민생활체육회 고문
- 2015년 9월 ~ : 고려대학교 정보보호대학원 특임교수
- 2017년 ~ 2018년: 자유한국당 상임고문
- 2018년 5월 ~ 2021년 1월: 대한요트협회 회장
- 2018년 7월 ~ : 한국블록체인기업진흥협회 이사장
- 2018년 ~ 2020년 : 미래통합당 전임고문
- 2020년 ~ : 국민의힘 전임고문
- 2023년 3월 ~ : 대한민국헌정회 부회장(전남)
- 2024년 9월 ~ : 국민의힘 국민통합위원회 고문

## 학력
- 1954년 광주서석국민학교 졸업
- 1957년 광주북중학교 졸업
- 1960년 광주고등학교 졸업
- 1965년 고려대학교 정경대학 경제학과 학사
- 1994년 고려대학교 정책과학대학원 경제학 석사
- 2006년 건국대학교 행정대학원 정치학 박사

## 상훈
- 1960년 수출유공포상

## 저서
- 「여의도에서 온 편지」, 창민사, 1989.
- 「일촌일품운동」, 동광출판사, 1991.
- 「한국경제의 과제와 전망」, 도서출판 샘물, 1992.
- 「한국인 변해야 산다 - 일본이 싫다면서 일제는 왜써」, 일본어뱅크, 1999.
- 「노숙자에서부터 대통령까지」, 형상, 2002.
- 「나, 너 그리고 우리 上·下」, 21세기경제사회연구원, 2005.
- 「한국의 의원외교 - 이론과 실천」, 나남출판, 2006.
- 「한국의 새로운 비전」, 21세기경제사회연구원, 2007.

## 역대 선거 결과
|  | 21.07% |

|  | 25.92% |

|  | 66.03% |

|  | 55.34% |

|  | 38.09% |

|  | 29.12% |

## 소속 정당
| 소속 정당 | 소속 정당      | 소속 기간 | 비고           |
| --------- | -------------- | --------- | -------------- |
|           | 신한당         | 1966~1967 | 정계 입문      |
|           | 신민당         | 1967~1969 | 합당           |
|           | 무소속         | 1969      | 자진 정당 해산 |
|           | 신민당         | 1969~1980 | 정당 재등록    |
|           | 무소속         | 1980~1981 | 정당 해산      |
|           | 민주한국당     | 1981~1985 | 창당           |
|           | 무소속         | 1985      | 탈당           |
|           | 신한민주당     | 1985~1987 | 창당           |
|           | 무소속         | 1987      | 탈당           |
|           | 통일민주당     | 1987      | 창당           |
|           | 무소속         | 1987      | 탈당           |
|           | 평화민주당     | 1987~1991 | 창당           |
|           | 신민주연합당   | 1991      | 당명 변경      |
|           | 민주당         | 1991~1995 | 합당           |
|           | 무소속         | 1995      | 탈당           |
|           | 새정치국민회의 | 1995~1996 | 창당           |
|           | 무소속         | 1996~1997 | 탈당           |
|           | 한나라당       | 1997~2012 | 입당 정계 은퇴 |
|           | 새누리당       | 2012~2017 | 당명 변경      |
|           | 자유한국당     | 2017~2020 | 당명 변경      |
|           | 미래통합당     | 2020      | 합당           |
|           | 국민의힘       | 2020~현재 | 당명 변경      |

## 같이 보기
- 고흥군·보성군 (1973년 선거구)
- 보성군 (1988년 선거구)
- 고흥군의 국회의원
- 보성군의 국회의원